# Роттлендер, Йелла
Йелла Роттлендер (нем. Yella Rottländer; род. в 1964 году) — немецкая актриса и художник по костюмам. Впервые приняла участие в фильме в возрасте 8 лет. 
Первые два фильма юной актрисы были сняты режиссёром Вимом Вендерсом. Также Йелла сотрудничала с режиссёром Кристианом Петцольдом. Играла вместе с актёром Рюдигером Фоглером. В 1976 году Йеллу показали в новой картине на немецком телеканале ZDF. 
Йелла Роттлендер уже давно не принимает участие в фильмах. На нынешний момент она живёт с мужем и детьми в Мюнхене.

## Фильмография

#### Актриса
| Год  | Название                | Персонаж      |
| ---- | ----------------------- | ------------- |
| 1973 | Алая буква              | Перл          |
| 1974 | Алиса в городах         | Алиса         |
| 1976 | Paul und Paulinchen     | Паулинхен     |
| 1993 | Так далеко, так близко! | Winters Engel |

#### Художник по костюмам
| Год  | Название                                       |
| ---- | ---------------------------------------------- |
| 1992 | Runaway (короткометражка)                      |
| 1992 | Вторая родина: Хроника молодости (мини-сериал) |
| 1999 | Sunset in Venice (короткометражка)             |
| 2002 | Lock Picking (короткометражка)                 |